# Бане Бојанић
Бранислав „Бане“ Бојанић је српски певач народне музике.
Бане је популарност достигао хитовима као Пола вино, пола вода, Ова песма мој је опроштај и Само пијан могу да преболим. Тренутно живи у Детроиту (Мичиген) у САД.
Син је познатог певача Милоша Бојанића и старији брат Микице Бојанића.

## Дискографија
- Горска вила (1996)
- Боље да ме убила (1997)
- Пола вино пола вода (1998)
- Злобница (1999)
- Бане Бојанић (2001)
- Вратиће се она (2024)